# Marie Myriam
Marie Myriam, rodným jménem Myriam Lopes (* 8. května 1957 Kananga, Belgické Kongo) je francouzská zpěvačka.

## Kariéra
V roce 1977 reprezentovala Francii na Eurovision Song Contest, kterou s písní „L'oiseau et l'enfant“ ovládla. Hudbu k písni složil Jean Paul Cara a napsal ji Joe Gracy. Singl se v červnu 1977 umístil na 42. místě UK Singles Chart. Stala se první vítězkou, která se narodila až po vzniku samotné soutěže.
V roce 1981 reprezentovala Francii také na hudebním festivalu Yamaha s písní „Sentimentale“; umístila se na devátém místě. Později několikrát oznamovala bodování francouzské poroty na Eurovizi.
V roce 2005 napsala úvod k francouzskému vydání knihy The Eurovision Song Contest – The Official History od Johna Kennedyho O'Connora.

## Osobní život
Od konce 70. let 20. století byla provdána za hudebního producenta Michela Elmosnina, který zemřel v prosince 2013. Z manželství vzešly dvě děti – dcera Laureen a syn Rick.

## Diskografie

### Studiová alba
- Marie Myriam (1977)
- Marie Myriam (1979)
- Marie Myriam sur l'île aux enfants (1980)
- Marie Myriam chante Blanche Neige (1981)
- Calin caline (1985)
- En plein cœur (1988)
- VII (1991)
- Tous les anges chantent (2008)